# Melanthera subcordata
Melanthera subcordata là một loài thực vật có hoa trong họ Cúc. Loài này được (A.Gray) W.L.Wagner & H.Rob. mô tả khoa học đầu tiên.